# Tejate
A tejate egy Mexikó Oaxaca államából, a spanyol hódítás előtti időkből származó hideg, kakaós ital. Neve a navatl nyelvből származik, jelentése: lisztes víz. Zapoték nyelven cu'uhb-nak hívják.

## Készítése
A tejatének négy fő összetevője van: a kukoricaliszt, a kakaó termése, a Pouteria sapota nevű fa (helyi neve: mamey) magja és a Quararibea funebris termése (helyi neve: flor de cacao, vagyis kakaóvirág, más néven rosita de cacao, vagyis kakaórózsácska). A négy dolgot megőrlik, majd az őrleményt hideg vízzel keverik. Ezt a fontos lépést gyakran nők (tejaterák) végzik kézzel, Oaxaca piacain (főként Valles Centrales régióban) gyakran találkozhatunk velük, amint hatalmas edényekben készítik a tejatét. Amikor elkészült, a kakaóvirág anyagából vastag habréteg képződik az ital tetején. Ízlés szerint cukor is adható hozzá. Vannak, akik földimogyorót és diót is tesznek bele, és gyakran a kukoricalisztet hamuval keverik.
Néha a „rendes” kakaó helyett a Theobroma bicolor termését használják, melyet pataxtének hívnak. A tejate hozzávalóit nem feltétlenül helyben termelik: bár a kukorica mindenhol jelen van, a flor de cacaóhoz nehezebb hozzájutni. Fő termőterülete San Andrés Huayápam környékén található, innen szállítják messzebbi területekre is.